# De droom van de architect
De droom van de architect (Engels: The Architect's Dream) is een olieverfschilderij uit 1840 van Thomas Cole. Cole verwerkte stukken architectuur uit Egyptische, Griekse, Romeinse en gotische stijlen in verschillende delen van het schilderij. In de mistige verte verrijst een Egyptische piramide boven een Egyptische tempel. In het midden zijn twee Griekse tempels met elkaar verbonden door een muur van pilasters. Boven deze muur liggen een Romeins aquaduct en een ronde Romeinse tempel op het fundament van de Griekse architectuur. Op de voorgrond rijst een gotische kerk op uit het bos. De dromende architect in kwestie ligt op reusachtige boeken met bouwontwerpen boven op een monumentale zuil met de naam van de kunstenaar en de naam van zijn opdrachtgever, architect Ithiel Town.
In een brief, geschreven in de late jaren 1830, schreef Cole:
“Om de perfectie te bereiken die wij in de beste voorbeelden van Griekenland zien, moeten de tijdperken van expressie en gedachte noodzakelijk zijn geweest voor de menselijke geest om zich langzaam te ontwikkelen van de ruwe zuil van onbekende steen, zoals die de druïdische bouwwerken vormde, via de ontzagwekkende portalen van de Egyptische kunst tot de onovertroffen schoonheid van de Griekse tempel. Romeinse architectuur is slechts verdorven Grieks. De vormen zijn ontleend, maar de geest is verloren gegaan en het werd steeds onbeschofter totdat het zonk naar de lompe onsamenhangendheden van wat de donkere eeuwen worden genoemd. Gotische architectuur streeft naar iets voorbij eindige perfectie. Zij verlaat de filosofische voltooiing van de Griekse kunst wanneer alles afgewerkt is voor het oog en de tastzin en spreekt tot de verbeelding. Deel hebbend aan de genialiteit van het christendom opent zij een wereld voorbij het zichtbare waarin wij vertoeven. Alles is verheven, ambitieus en mysterieus. De torens en torenspitsen klimmen naar de wolken als luchtige fabricaten. Steeds zwevend op de rand van het onmogelijke, blijft de geest er niet tevreden bij stilstaan, maar neemt vleugels en vliegt naar een denkbeeldige wereld. De verlangens, de verbeeldingen, de verheven aspiraties van het christendom hebben uitdrukking gevonden in steen.”
Het schilderij, die Cole voor de New Yorkse architect Ithiel Town had gemaakt, werd niet goed ontvangen door hem. Town weigerde het schilderij te aanvaarden omdat hij beweerde dat het "uitsluitend architectonisch" was. Cole voltooide het schilderij in slechts vijf weken en toonde het in de jaarlijkse tentoonstelling van de National Academy of Design dat jaar. In 1949 werd het schilderij aangekocht door het Toledo Museum of Art.